# Voleibol nos Jogos Pan-Americanos de 2011 - Feminino
O torneio feminino de voleibol nos Jogos Pan-Americanos de 2011 ocorreu entre 15 e 20 de outubro no Complexo Pan-Americano de Voleibol. Oito equipes participaram do evento.

## Medalhistas
|  | BRA Brasil |  | CUB Cuba |  | USA Estados Unidos |
|  | Tandara Caixeta Jaqueline Carvalho Sheilla Castro Fabiana Claudino Danielle Lins Thaísa Menezes Fabiana de Oliveira Paula Pequeno Fernanda Garay Juciely Cristina Silva Josefa Fabíola de Souza Marianne Steinbrecher |  | Emily Borrell Kenia Carcaces Liannes Castañeda Ana Yilian Cleger Rosanna Giel Daymara Lescay Yoana Palacios Alena Rojas Wilma Salas Yanelis Santos Yusidey Silié Gyselle Silva |  | Kayla Banwarth Cynthia Barboza Ruth Burdine Angela Forsett Lauren Gibbemeyer Regan Hood Jessica Jones Alexandra Klineman Cassidy Lichtman Carli Lloyd Tamari Miyashiro Courtney Thompson |

## Formato
As oito equipes foram divididas em dois grupos de quatro equipes. Cada equipe enfrentou as outras equipes do mesmo grupo, totalizando três jogos. A vencedora de cada grupo se classificou diretamente as semifinais e as classificadas em segundo e terceiro lugar disputaram as quartas-de-final. As restantes seleções dos grupos disputaram os jogos de definição do quinto ao oitavo lugar contra as perdedoras das quartas. Nas semifinais, as vencedoras disputaram a final e as perdedoras a medalha de bronze.

## Primeira fase
|  | Equipes classificadas à semifinais        |
|  | Equipes classificadas às quartas-de-final |
|  | Equipes classificadas à disputa de 5º–8º  |

Todas as partidas seguem o fuso horário local (UTC-6).

### Grupo A
|     |                          |     | Jogos | Jogos | Jogos | Pontos | Pontos | Pontos | Sets | Sets | Sets  |
| Pos | Equipe                   | Pts | T     | V     | D     | V      | P      | R      | V    | P    | R     |
| --- | ------------------------ | --- | ----- | ----- | ----- | ------ | ------ | ------ | ---- | ---- | ----- |
| 1   | BRA Brasil               | 9   | 3     | 3     | 0     | 267    | 212    | 1.259  | 9    | 2    | 4.500 |
| 2   | CUB Cuba                 | 6   | 3     | 2     | 1     | 259    | 236    | 1.097  | 7    | 4    | 1.750 |
| 3   | DOM República Dominicana | 2   | 3     | 1     | 2     | 283    | 304    | 0.931  | 5    | 8    | 0.625 |
| 4   | CAN Canadá               | 1   | 3     | 0     | 3     | 209    | 266    | 0.786  | 2    | 9    | 0.222 |

| 15 de outubro 15:00 Relatório | Cuba | 3–0               | Canadá   | Complexo Pan-Americano de Voleibol, Guadalajara Público: 3 000 Árbitro(s): PER Huarcaya e MEX Durán |
| 15 de outubro 15:00 Relatório | 25   | Set 1 Set 2 Set 3 | 22 16 18 | Complexo Pan-Americano de Voleibol, Guadalajara Público: 3 000 Árbitro(s): PER Huarcaya e MEX Durán |

| 15 de outubro 20:50 Relatório | Brasil   | 3–1                     | República Dominicana | Complexo Pan-Americano de Voleibol, Guadalajara Público: 2 000 Árbitro(s): TRI Charles e USA Leong |
| 15 de outubro 20:50 Relatório | 25 21 25 | Set 1 Set 2 Set 3 Set 4 | 22 25 16 20          | Complexo Pan-Americano de Voleibol, Guadalajara Público: 2 000 Árbitro(s): TRI Charles e USA Leong |

| 16 de outubro 15:00 Relatório | Cuba     | 3–1                     | República Dominicana | Complexo Pan-Americano de Voleibol, Guadalajara Público: 3 600 Árbitro(s): PUR Vélez e TRI Charles |
| 16 de outubro 15:00 Relatório | 25 21 25 | Set 1 Set 2 Set 3 Set 4 | 23 25 20 16          | Complexo Pan-Americano de Voleibol, Guadalajara Público: 3 600 Árbitro(s): PUR Vélez e TRI Charles |

| 16 de outubro 20:20 Relatório | Brasil | 3–0               | Canadá   | Complexo Pan-Americano de Voleibol, Guadalajara Público: 3 000 Árbitro(s): MEX Durán e USA Leong |
| 16 de outubro 20:20 Relatório | 25     | Set 1 Set 2 Set 3 | 19 12 10 | Complexo Pan-Americano de Voleibol, Guadalajara Público: 3 000 Árbitro(s): MEX Durán e USA Leong |

| 17 de outubro 14:00 Relatório | República Dominicana | 3–2                           | Canadá      | Complexo Pan-Americano de Voleibol, Guadalajara Público: 2 000 Árbitro(s): MEX Durán e PUR Vélez |
| 17 de outubro 14:00 Relatório | 27 22 27 25 15       | Set 1 Set 2 Set 3 Set 4 Set 5 | 29 25 21 12 | Complexo Pan-Americano de Voleibol, Guadalajara Público: 2 000 Árbitro(s): MEX Durán e PUR Vélez |

| 17 de outubro 17:00 Relatório | Brasil   | 3–1                     | Cuba        | Complexo Pan-Americano de Voleibol, Guadalajara Público: 2 500 Árbitro(s): TRI Charles e PER Huarcaya |
| 17 de outubro 17:00 Relatório | 25 21 25 | Set 1 Set 2 Set 3 Set 4 | 23 25 22 18 | Complexo Pan-Americano de Voleibol, Guadalajara Público: 2 500 Árbitro(s): TRI Charles e PER Huarcaya |

### Grupo B
|     |                    |     | Jogos | Jogos | Jogos | Pontos | Pontos | Pontos | Sets | Sets | Sets  |
| Pos | Equipe             | Pts | T     | V     | D     | V      | P      | R      | V    | P    | R     |
| --- | ------------------ | --- | ----- | ----- | ----- | ------ | ------ | ------ | ---- | ---- | ----- |
| 1   | USA Estados Unidos | 9   | 3     | 3     | 0     | 231    | 161    | 1.435  | 9    | 0    | MAX   |
| 2   | PUR Porto Rico     | 6   | 3     | 2     | 1     | 245    | 231    | 1.061  | 6    | 5    | 1.200 |
| 3   | PER Peru           | 3   | 3     | 1     | 2     | 225    | 262    | 0.859  | 4    | 7    | 0.571 |
| 4   | MEX México         | 0   | 3     | 0     | 3     | 224    | 271    | 0.827  | 2    | 9    | 0.222 |

| 15 de outubro 13:00 Relatório | Estados Unidos | 3–0                           | Porto Rico | Complexo Pan-Americano de Voleibol, Guadalajara Público: 3 600 Árbitro(s): BRA Siqueira e CAN Cameron |
| 15 de outubro 13:00 Relatório | 25 – -         | Set 1 Set 2 Set 3 Set 4 Set 5 | 17 18 14 – | Complexo Pan-Americano de Voleibol, Guadalajara Público: 3 600 Árbitro(s): BRA Siqueira e CAN Cameron |

| 15 de outubro 18:25 Relatório | México  | 1–3                           | Peru       | Complexo Pan-Americano de Voleibol, Guadalajara Público: 3 000 Árbitro(s): DOM Céspedes e CUB Hernández |
| 15 de outubro 18:25 Relatório | 25 19 – | Set 1 Set 2 Set 3 Set 4 Set 5 | 27 16 25 – | Complexo Pan-Americano de Voleibol, Guadalajara Público: 3 000 Árbitro(s): DOM Céspedes e CUB Hernández |

| 16 de outubro 13:00 Relatório | Estados Unidos | 3–0                           | Peru       | Complexo Pan-Americano de Voleibol, Guadalajara Público: 3 000 Árbitro(s): CAN Cameron e DOM Céspedes |
| 16 de outubro 13:00 Relatório | 25 –           | Set 1 Set 2 Set 3 Set 4 Set 5 | 19 15 19 – | Complexo Pan-Americano de Voleibol, Guadalajara Público: 3 000 Árbitro(s): CAN Cameron e DOM Céspedes |

| 16 de outubro 18:00 Relatório | Porto Rico | 3–1                           | México        | Complexo Pan-Americano de Voleibol, Guadalajara Público: 3 500 Árbitro(s): CUB Hernández e BRA Siqueira |
| 16 de outubro 18:00 Relatório | 22 25 –    | Set 1 Set 2 Set 3 Set 4 Set 5 | 25 21 18 13 – | Complexo Pan-Americano de Voleibol, Guadalajara Público: 3 500 Árbitro(s): CUB Hernández e BRA Siqueira |

| 17 de outubro 12:00 Relatório | Peru       | 1–3                           | Porto Rico | Complexo Pan-Americano de Voleibol, Guadalajara Público: 2 000 Árbitro(s): USA Leong e CAN Cameron |
| 17 de outubro 12:00 Relatório | 26 21 11 – | Set 1 Set 2 Set 3 Set 4 Set 5 | 24 25 –    | Complexo Pan-Americano de Voleibol, Guadalajara Público: 2 000 Árbitro(s): USA Leong e CAN Cameron |

| 17 de outubro 19:30 Relatório | Estados Unidos | 3–0                           | México     | Complexo Pan-Americano de Voleibol, Guadalajara Público: 4 000 Árbitro(s): BRA Siqueira e DOM Céspedes |
| 17 de outubro 19:30 Relatório | 25 31 –        | Set 1 Set 2 Set 3 Set 4 Set 5 | 14 16 29 – | Complexo Pan-Americano de Voleibol, Guadalajara Público: 4 000 Árbitro(s): BRA Siqueira e DOM Céspedes |

## Fase final
|  | Quartas-de-final | Quartas-de-final     | Quartas-de-final |  |  | Semifinais | Semifinais           | Semifinais |  |  | Medalha de ouro   | Medalha de ouro      | Medalha de ouro   |
|  |                  |                      |                  |  |  |            |                      |            |  |  |                   |                      |                   |
|  |                  |                      |                  |  |  | B1         | Estados Unidos       | 1          |  |  |                   |                      |                   |
|  | A2               | Cuba                 | 3                |  |  | A2         | Cuba                 | 3          |  |  |                   |                      |                   |
|  | B3               | Peru                 | 0                |  |  |            |                      |            |  |  | A2                | Cuba                 | 2                 |
|  |                  |                      |                  |  |  |            |                      |            |  |  | A1                | Brasil               | 3                 |
|  |                  |                      |                  |  |  | A1         | Brasil               | 3          |  |  |                   |                      |                   |
|  | B2               | Porto Rico           | 2                |  |  | A3         | República Dominicana | 0          |  |  | Medalha de bronze | Medalha de bronze    | Medalha de bronze |
|  | A3               | República Dominicana | 3                |  |  |            |                      |            |  |  | B1                | Estados Unidos       | 3                 |
|  |                  |                      |                  |  |  |            |                      |            |  |  | A3                | República Dominicana | 1                 |

### Quartas-de-final
| 18 de outubro 18:00 Relatório | Cuba    | 3–0                           | Peru       | Complexo Pan-Americano de Voleibol, Guadalajara Público: 2 939 Árbitro(s): DOM Céspedes e USA Leong |
| 18 de outubro 18:00 Relatório | 25 26 – | Set 1 Set 2 Set 3 Set 4 Set 5 | 18 19 24 – | Complexo Pan-Americano de Voleibol, Guadalajara Público: 2 939 Árbitro(s): DOM Céspedes e USA Leong |

| 18 de outubro 20:00 Relatório | Porto Rico    | 2–3                           | República Dominicana | Complexo Pan-Americano de Voleibol, Guadalajara Público: 3 500 Árbitro(s): TRI Charles e CAN Cameron |
| 18 de outubro 20:00 Relatório | 21 22 28 25 8 | Set 1 Set 2 Set 3 Set 4 Set 5 | 25 26 22 15          | Complexo Pan-Americano de Voleibol, Guadalajara Público: 3 500 Árbitro(s): TRI Charles e CAN Cameron |

### Classificação 5º–8º lugar
| 19 de outubro 13:00 Relatório | Canadá        | 1–3                           | Peru       | Complexo Pan-Americano de Voleibol, Guadalajara Público: 2 800 Árbitro(s): BRA Siqueira e USA Leong |
| 19 de outubro 13:00 Relatório | 24 25 22 19 – | Set 1 Set 2 Set 3 Set 4 Set 5 | 26 18 25 – | Complexo Pan-Americano de Voleibol, Guadalajara Público: 2 800 Árbitro(s): BRA Siqueira e USA Leong |

| 19 de outubro 18:00 Relatório | México        | 2–3                           | Porto Rico    | Complexo Pan-Americano de Voleibol, Guadalajara Público: 3 500 Árbitro(s): CUB Hernández e DOM Céspedes |
| 19 de outubro 18:00 Relatório | 25 14 25 10 9 | Set 1 Set 2 Set 3 Set 4 Set 5 | 20 25 9 25 15 | Complexo Pan-Americano de Voleibol, Guadalajara Público: 3 500 Árbitro(s): CUB Hernández e DOM Céspedes |

### Semifinais
| 19 de outubro 15:15 Relatório | Estados Unidos | 1–3                           | Cuba | Complexo Pan-Americano de Voleibol, Guadalajara Público: 3 300 Árbitro(s): TRI Charles e MEX Durán |
| 19 de outubro 15:15 Relatório | 17 16 27 21 –  | Set 1 Set 2 Set 3 Set 4 Set 5 | 25 – | Complexo Pan-Americano de Voleibol, Guadalajara Público: 3 300 Árbitro(s): TRI Charles e MEX Durán |

| 19 de outubro 20:25 Relatório | Brasil | 3–0                           | República Dominicana | Complexo Pan-Americano de Voleibol, Guadalajara Público: 3 800 Árbitro(s): PUR Vélez e PER Huarcaya |
| 19 de outubro 20:25 Relatório | 25 –   | Set 1 Set 2 Set 3 Set 4 Set 5 | 19 18 23 –           | Complexo Pan-Americano de Voleibol, Guadalajara Público: 3 800 Árbitro(s): PUR Vélez e PER Huarcaya |

### Disputa pelo 7º lugar
| 20 de outubro 13:00 Relatório | Canadá        | 3–1                           | México        | Complexo Pan-Americano de Voleibol, Guadalajara Público: 2 800 Árbitro(s): PER Huarcaya e CUB Hernández |
| 20 de outubro 13:00 Relatório | 19 25 26 25 – | Set 1 Set 2 Set 3 Set 4 Set 5 | 25 17 24 15 – | Complexo Pan-Americano de Voleibol, Guadalajara Público: 2 800 Árbitro(s): PER Huarcaya e CUB Hernández |

### Disputa pelo 5º lugar
| 20 de outubro 15:00 Relatório | Peru       | 0–3                           | Porto Rico | Complexo Pan-Americano de Voleibol, Guadalajara Público: 2 100 Árbitro(s): CAN Cameron e MEX Durán |
| 20 de outubro 15:00 Relatório | 23 20 19 – | Set 1 Set 2 Set 3 Set 4 Set 5 | 25 –       | Complexo Pan-Americano de Voleibol, Guadalajara Público: 2 100 Árbitro(s): CAN Cameron e MEX Durán |

### Disputa pelo bronze
| 20 de outubro 18:00 Relatório | Estados Unidos | 3–1                           | República Dominicana | Complexo Pan-Americano de Voleibol, Guadalajara Público: 4 000 Árbitro(s): TRI Charles e PUR Vélez |
| 20 de outubro 18:00 Relatório | 23 25 –        | Set 1 Set 2 Set 3 Set 4 Set 5 | 25 16 20 19 –        | Complexo Pan-Americano de Voleibol, Guadalajara Público: 4 000 Árbitro(s): TRI Charles e PUR Vélez |

### Final
| 20 de outubro 20:00 Relatório | Cuba           | 2–3                           | Brasil         | Complexo Pan-Americano de Voleibol, Guadalajara Público: 4 823 Árbitro(s): DOM Céspedes e USA Leong |
| 20 de outubro 20:00 Relatório | 15 25 21 25 10 | Set 1 Set 2 Set 3 Set 4 Set 5 | 25 21 25 21 15 | Complexo Pan-Americano de Voleibol, Guadalajara Público: 4 823 Árbitro(s): DOM Céspedes e USA Leong |

## Classificação final
| Pos.              | Equipe                   | Campanha (V–D) |
| ----------------- | ------------------------ | -------------- |
| Medalha de ouro   | BRA Brasil               | 5–0            |
| Medalha de prata  | CUB Cuba                 | 4–2            |
| Medalha de bronze | USA Estados Unidos       | 4–1            |
| 4                 | DOM República Dominicana | 2–4            |
| 5                 | PUR Porto Rico           | 4–2            |
| 6                 | PER Peru                 | 2–4            |
| 7                 | CAN Canadá               | 1–4            |
| 8                 | MEX México               | 0–5            |

### Prêmios individuais
| Melhor atacante    | Yoana Palacios      | Cuba                 |
| Melhor bloqueio    | Fabiana Claudino    | Brasil               |
| Melhor saque       | Gyselle Silva       | Cuba                 |
| Melhor líbero      | Brenda Castillo     | República Dominicana |
| Melhor levantadora | Danielle Lins       | Brasil               |
| Melhor Recepção    | Kenia Carcases      | Cuba                 |
| Maior pontuadora   | Bethania de la Cruz | República Dominicana |